# MÄR
MÄR(Märchen Awakens Romance)는 안자리 노부유키 작화의 일본 만화 시리즈이다. 쇼가쿠칸의 주간 소년 선데이에서 2003년 1월부터 2006년 7월까지 연재되었다. MÄR에서는 14세 고등학생 도라미즈 긴토가 등장하며 MÄR 헤븐이라는 판타지 세상으로 들어가게 된다. 긴타가 MÄR 헤븐 세계로 모험을 시작하면서 동맹과 적들을 마주치게 된다.
'MÄR 헤븐'이라는 제목으로 애니메이션 TV 시리즈가 일본에서 TV 도쿄를 통해 2005년 4월부터 2007년 3월까지 방영되었다.